# Kevin Mtai

Kevin Mtai

Kevin Mtai ist ein kenianischer Klimaschützer. Er gilt als kenianische Stimme der Klimajugendbewegung (Fridays For Future).

## Leben und Wirken
Mtai koordiniert für den afrikanischen Kontinent die Aktivitäten von Earth Uprising. Auch zählt er zu den Gründern des Kenya Environmental Activists Network (KEAN). Mtai betont, dass Länder wie Kenia am stärksten von der Klimakrise betroffen seien, obwohl sie deutlich weniger zum Ausstoß von Kohlenstoffdioxid beitragen als andere; viele Einwohner Kenias litten unter Dürren, denen Tiere zum Opfer fielen, und es fehle an Wasser und Nahrung. Im Rahmen der UN-Klimakonferenz in Glasgow 2021 sage Mtai: „Es wird heißer, Lebensräume verschwinden. Die Folgen des Klimawandels bekommen Entwicklungsländer schon heute zu spüren.“